# Manja
Manja je žensko osebno ime.

## Izvor imena
Ime Manja je različica ženskega osebnega imena Marija.
Izvira iz hebrejščine in pomeni razsvetljevalka ali tista, ki jo ljubi Bog.

## Pogostost imena
Po podatkih Statističnega urada Republike Slovenije je bilo na dan 31. decembra 2007 v Sloveniji število ženskih oseb z imenom Manja: 836.

## Osebni praznik
Osebe z imenom Manja lahko godujejo takrat kot osebe z imenom Marija.